# Ivan Fuček
Ivan Fuček (Đurđevac, 1. srpnja 1926. – Zagreb, 12. siječnja 2020.), hrvatski katolički svećenik, isusovac, teolog, duhovni pisac.

Ivan Fuček rođen je u Ðurđevcu 1. srpnja 1926. u obitelji Antuna i Barbare (rođ. Kudumija), kao četvrti od petero braće i sestara. Školovanje je započeo u Ðurđevcu, a nastavio u II. klasičnoj gimnaziji u Zagrebu. Godine 1941. prešao je u sjemenište na Šalati i maturirao 1944. na Nadbiskupskoj klasičnoj gimnaziji. U Družbu Isusovu je primljen 30. srpnja 1944., a nakon završenih filozofskih i teoloških studija u Zagrebu zaređen je za svećenika 30. srpnja 1955. godine od nadbiskupa koadjutora Franje Šepera.
Disertacijom o Jurju Mulihu, isusovačkom pučkom misionaru iz 18. stoljeća, stekao je 1960. doktorat na Katoličkom bogoslovnom fakultetu u Zagrebu i od tada će se cijeli život baviti njegovim proučavanjem. Bio je profesor teologije na Filozofsko-teološkom institutu Družbe Isusove u Zagrebu i na Katoličkom bogoslovnom fakultetu u Zagrebu.
Godine 1962. u 36. godini života imenovan je provincijalom Hrvatske pokrajine Družbe Isusove i bio najmlađi isusovački provincijal. Sagradio je na Fratrovcu u Zagrebu velebnu zgradu sjemeništa „Augustin Bea” koje je počelo s radom 1968. g. 
Nakon provincijalata imenovan je 1969. rektorom isusovačkog kolegija na Jordanovcu u Zagrebu. Tu je na Filozofsko-teološkom institutu Družbe Isusove postao profesor moralne teologije, teološke discipline koja će mu postati glavni akademski interes cijelog života. Te je godine započeo i kateheze za mlade laike na jordanovačkoj župi. Iz te skupine studenata koja je poznata pod imenom „Jordan” potekli su brojni angažirani katolički intelektualci, koji su dolaskom demokracije zauzimali odgovorna mjesta u Republici Hrvatskoj (na pr. Dr. Jure Radić). Mladi su p. Fučeka potaknuli i nadahnuli za pisanje knjiga o životu vjere i kršćanskog morala. Usto je od 1970., kroz punih 40 godina odgovarao na pisma čitatelja o religiozno-moralnim temama u rubrici Naša nas savjest pita mjesečnika Glasnik Srca Isusova i Marijina.
Godine 1980. pozvan je na Papinsko sveučilište Gregoriana u Rimu, gdje će 1984. postići stupanj redovitog profesora moralne teologije i tako nakon Ruđera Boškovića biti drugi Hrvat s tim akademskim naslovom na tom sveučilištu.
Uz profesorski rad, od 1984. – 2001. bio je duhovnik u Hrvatskom zavodu sv. Jeronima u Rimu. 
Uz ostalo bio je član Vijeća za nauk vjere HBK,  Međunarodne  papinske  teološke  komisije (1980. – 1985.), Bioetičkog centra Katoličkog sveučilišta Sacro Cuore u Milanu raznih stručnih udruga i povjerenstava. Posebno je zapažena bila služba teologa Pokorničarne Svete Stolice (Penitenziaria Apostolica), koju je obavljao od 1995. do 2010. godine.
Nakon 31. godine boravka u Rimu kao profesor emeritus vratio se 2011. u Hrvatsku (Opatija) i do 2016. vršio službu duhovnika sjemeništa Redemptoris Mater u Puli, odakle je zbog zdravstvenih tegoba premješten u dom za bolesne i stare isusovce na Fratrovac u Zagrebu.  
Objavio je 27 knjiga te više stotina znanstvenih, stručnih radova i članaka. Nakladnička kuća Verbum iz Splita objavila mu je niz od 10 opsežnih svezaka pod naslovom "Moralno-duhovni život". Predsjednik RH Franjo Tuđman odlikovao ga je 1998., a 2010. grad Đurđevac proglasio ga je počasnim građaninom. 
Bavio se temama poput moralno-duhovnih aspekata s područja bioetike, vjere, utjecaja razvoja i suvremenih dostignuća ljudske civilizacije na čovjeka, odnosa čovjeka prema Bogu, marksizmom i ljudskim pravima, odnosa čovjeka prema Crkvi, međuljudskih odnosa, o dubokim moralno-duhovnim aspektima univerzuma, partnerskim i obiteljskim odnosima.  
2015. godine je obilježio dijamantni jubilej 60 godina svećeništva i više od 70 godina redovništva.
Preminuo je 12. siječnja 2020. u 94. godini života, 76. godini redovništva i 65. godini svećeništva na Fratrovcu u Zagrebu.

## Knjige
- 1971. Kršćanstvo bez vjere, FTI, Zagreb
- 1972. Osobno doživljeno kršćanstvo, FTI, Zagreb
- 1973. Kršćanska zrelost na ispitu današnjice, FTI, Zagreb
- 1974. Predbračna ljubav, FTI, Zagreb
- 1974. Bračna ljubav, FTI, Zagreb
- 1975. Bog, život, ljubav, FTI, Zagreb
- 1976. Kršćanska etika u pokoncilskom previranju, FTI, Zagreb
- 1977. Dijalektika kršćanskog poziva: osnovni pojmovi čudorednog života, FTI, Zagreb
- 1977. Mladima odgovaram, FTI, Zagreb
- 1980. Susret s Bogom dobrote, Teološki vidici sakramenta pokore, FTI, Zagreb
- 1984. Darivati ljubav, FTI, Zagreb
- 1989. Evocazione all'amore - la sessualità dell'uomo, PUG, Roma
- 1989. La giustizia: alla luce della fede e dell'esperienza, PUG, Roma
- 1990. Il peccato oggi: riflessione teologica-morale, PUG, Roma
- 1990. Poruka prve ploče: tri Božje zapovijedi, FTI, Zagreb
- 1991. Dio et l'uomo nella coscienza: verità, norma, libertà, PUG, Roma
- 1992. Chiamata alla giustizia: nuova evangelizzazione,  PUG, Roma
- 1993. La sessualità al servizio dell'amore, Edizioni Dehoniane, Roma
- 1994. Juraj Mulih: život i djelo, FTI, HAZU, PUG, Zagreb
- 1996. El pecado, el maligno y el mandamiento del amor,  BAC, Madrid
- 1997. Nuova imprescindibile "casistica" in bioetica, PUG, Roma
- 1998. Obnova braka i obitelji, FTI, Zagreb
- 2000. Eventi di luce della coscienza, Comunità Trinità della Pace, Roma
- 2000. Vojevati pod Kristovom zastavom, Verbum, Split
- 2001. Naša nas savjest pita, FTI, Zagreb
- 2003 - 2010. Moralno-duhovni život, Biblioteka Sapientia cordis; svezaka 1-10, Verbum, Split
- 2014. Ispovjednik i pokornik,  Josip Turčinović d.o.o., Pazin